# رویس دا۹'۵
رایان دنیل مونتگمری (به انگلیسی: Ryan Daniel Montgomery) (زاده ۵ ژوئیه ۱۹۷۷) که بیشتر نام هنری خود، رویس دا۹'۵ شناخته می‌شود، خواننده، رپر و ترانه‌نویس اهل ایالات متحده است.